# Berufswettbewerb für junge Gärtnerinnen und Gärtner
Der Berufswettbewerb für junge Gärtnerinnen und Gärtner ist ein fachbezogener Wettbewerb auf Orts-, Landes-, Bundes- und europäischer Ebene für Gärtner. Er wird von der Arbeitsgemeinschaft Europäischer Gartenbaufachlehrerinnen und -lehrer und den jeweiligen nationalen Organisationen der Arbeitswelt organisiert. In Deutschland (2002) waren dies die Arbeitsgemeinschaft deutscher Junggärtner (AdJ) e. V. und der Zentralverband Gartenbau. 
Der Berufswettbewerb für junge Gärtnerinnen und Gärtner wird alle zwei Jahre im Zwischenjahr zur Internationalen Berufsweltmeisterschaft WorldSkills ausgetragen.

## Geschichte
Am 18. November 1995 initiierte Johannes Peperhove, ehemaliger Präsident der Arbeitsgemeinschaft deutsch-französischer Gartenbaulehrer, auf einem deutsch-französischen Treffen für Junggärtner und der AG deutsch-französischer Gartenbaulehrer den europäischen Junggärtnerwettbewerb.
Seit 2017 ist für die Organisation und Durchführung der Verein EU-Horticulture-Teacher Asbl www.hortiteach.eu zuständig. Präsidentin ist seit 2022 Andrea Schulz. 
Bisherige und künftige Austragungsorte auf europäischer Ebene:
- 2002 Münster/Deutschland
- 2004 Laimburg/Italien
- 2006 Roville-aux-Chênes/Frankreich[4]
- 2008 Langenlois/Österreich
- 2010 Räpina/Estland
- 2012 Ettelbrück/Luxemburg
- 2014 Niederlenz/Schweiz
- 2016 Eupen/Belgien[4]
- 2018 Rajhrad/Tschechien

## Ziele
Die in Dreierteams antretenden Teilnehmer sollen fern von jedem Prüfungsdruck und Konkurrenzdenken gemeinsam mit Gleichgesinnten die eigenen fachlichen Fähigkeiten, Kreativität und Findigkeit messen können. Die Zusammenarbeit zwischen verschiedenen Fachgruppen im agrarischen Bereich soll gestärkt werden.
Das Knüpfen von Kontakten zum leichteren Einstieg in das Berufsleben ist ein weiteres Ziel.

## Teilnahmebedingungen
Am Berufswettbewerb teilnehmen können alle Auszubildenden im Beruf Gärtner, Schüler im Berufsgrundbildungsjahr, Gartenbaufachwerker und Gärtner mit abgeschlossener Berufsausbildung bis zur Vollendung des 25. Lebensjahres. Werker im Gartenbau können sich beteiligen. Auszubildende im ersten und zweiten Ausbildungsjahr nehmen in der Wettbewerbsstufe „A“ teil, Lernende im Abschlussjahr treten in der Stufe „B“ an. In der Stufe „B“ werden entsprechend schwerere Aufgaben gestellt.

## Ebenen des Wettbewerbs

### Ortsebene
Die erste Runde findet in der Regel in den Monaten Januar und Februar an den Berufsschulen statt. Es werden zehn berufsübergreifende Aufgabenstellungen an zehn Stationen bearbeitet. Die Themenbereiche und Hinweise für die inhaltliche Vorbereitung werden vorher bekannt gegeben. Innerhalb von zwei bis drei Wochen stehen die teilnehmenden Teams für die Landeswettbewerbe fest.

### Landesebene
Der Landesentscheid findet in den Monaten Mai und Juni statt. Auch hier sind zehn verschiedene Aufgaben in den beiden Wettbewerbsstufen zu lösen.

### Bundesebene
Die Landessieger der Stufen „A“ und „B“ treten auf Bundesebene gegeneinander an. Der Austragungsort ist im September die jeweilige Bundesgartenschau, die ebenfalls alle zwei Jahre stattfindet.

### Europäische Ebene
Die Europameister zwischen den Teams werden zwischen 17 teilnehmenden Nationen (Stand 2011) ermittelt. Dazu nehmen je zwei Teams der teilnehmenden Länder teil.